# Wilhelm Wundt
Wilhelm Max(imilian) Wundt, född 16 augusti 1832 i Neckarau, död 31 augusti 1920 i Großbothen, var en tysk fysiolog, filosof och psykolog.

## Psykologins fader
Wundt studerade medicin och var därefter verksam som professor i Heidelberg och Zürich innan han 1874 blev professor i filosofi vid Leipzigs universitet.
Den moderna psykologins historia brukar räknas från 1879, då Wundt öppnade sitt psykologiska laboratorium i Leipzig, där han då var professor. Laboratoriet blev med tiden ett internationellt forskningscentrum.
Wundts metoder var experimentella och forskningsmetoderna var inspirerade av naturvetenskapen, framförallt av fysik och fysiologi. Han betraktas, vid sidan av William James, som den experimentella psykologins fader. För Wundt var psykologins primära uppgift att utforska medvetandet.

## Eftermäle
Asteroiderna 635 Vundtia och 11040 Wundt är uppkallade efter honom.